# Despina (hold)
A Despina a Neptunusz egyik holdja.

## Felfedezése
1989 július végén fedezte fel a Voyager–2 űrszonda. A felvételeket vizsgáló Stephen P. Synnott és csoportja azonosította holdként. Ideiglenesen az S/1998N3 nevet kapta. Véglegesen csak 1991. szeptember 16-án nevezték el.

## Jellemzői
Szabálytalan alakú, felszínén nincs jele geológiai változásnak. Valószínűleg egy törmelék hold.

## Mitológiai eredete
Despina nimfa volt, Poszeidón (Neptunusz) és Démétér lánya.
| Felfedező                   | Stephen P. Synnott 1989   |
| Mérete                      | 180x148x128 km            |
| Átlagos keringési távolsága | 52600 km                  |
| Tömege                      | 2,2x1018 kg               |
| Átlagos sűrűsége (becsült)  | 1,2 g/cm³                 |
| Albedó                      | 0,09                      |
| Keringési idő               | 0.33465551 ± 0.00000001 d |

## Fordítás
Ez a szócikk részben vagy egészben  a   Despina (moon) című angol Wikipédia-szócikk fordításán alapul.  Az eredeti cikk szerkesztőit annak laptörténete sorolja fel. Ez a jelzés csupán a megfogalmazás eredetét és a szerzői jogokat jelzi, nem szolgál a cikkben szereplő információk forrásmegjelöléseként.